# Raffreddamento laser
| 1   | Un atomo fermo vede luce laser che non è né red-shifted né blue-shifted e non assorbe il fotone.                                                                     |
| 2   | Un atomo che si allontana dal laser lo vede red-shifted e non assorbe il fotone.                                                                                     |
| 3.1 | Un atomo che si muove verso il laser lo vede blue-shifted e assorbe il fotone, rallentando.                                                                          |
| 3.2 | L'atomo che ha assorbito il fotone va in uno stato eccitato. |
| 3.3 | L'atomo riemette un fotone. Poiché la direzione di emissione è casuale, non c'è una variazione netta dell'impulso mediando su molti cicli di assorbimento/emissione. |

Schematizzazione del principio del raffreddamento laser:

Il raffreddamento laser (in inglese laser cooling) si riferisce ad un insieme di tecniche sperimentali, sviluppate prevalentemente durante gli anni novanta, che permettono di raffreddare atomi e molecole a temperature prossime allo zero assoluto utilizzando dei fasci laser. Il lavoro su queste tecniche è valso il premio Nobel per la fisica a Claude Cohen-Tannoudji, Steven Chu e William Phillips nel 1997.
Attualmente la temperatura minima raggiunta in un campione di atomi ultra freddi è di 50 picokelvin.
A simili temperature la materia assume comportamenti prettamente quantistici. A seconda della statistica quantistica degli atomi utilizzati, è possibile creare sia un condensato di Bose-Einstein che un gas di Fermi degenere.
Il più comune esempio di raffreddamento laser è il raffreddamento Doppler. Altri metodi sono:
- raffreddamento Sisifo
- raffreddamento Raman
- velocity selective coherent population trapping (VSCPT)
- raffreddamento simpatetico
- l'utilizzo di un rallentatore Zeeman